# Steinbrücke (Schwaz)
Die Steinbrücke ist eine Straßenbrücke über den Inn in Schwaz in Tirol. Sie verbindet die Kernstadt am rechten mit den Teilen am linken Ufer. Eine Brücke an dieser Stelle besteht seit dem 14. Jahrhundert, der heutige Bau wurde 1927/1928 nach einem Entwurf von Clemens Holzmeister errichtet, weshalb sie bisweilen auch Clemens-Holzmeister-Brücke genannt wird.

## Geschichte

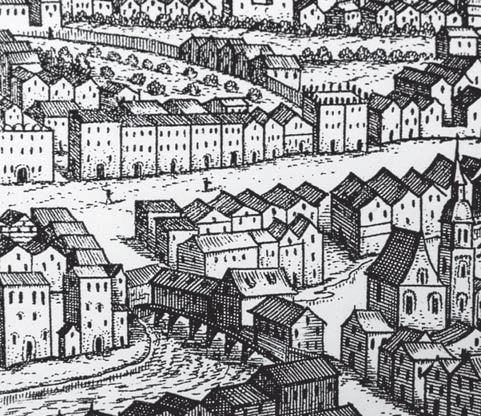
Die Brücke in der Topographia Provinciarum Austriacarum von Matthäus Merian, 1649

Die erste Brücke über den Inn anstelle einer Fähre wurde vermutlich im 14. Jahrhundert errichtet. Die bis ins 20. Jahrhundert aus Holz gebaute Brücke wurde durch Hochwasser regelmäßig beschädigt oder zerstört und durch die Fuhrwerke des Schwazer Bergbaus stark beansprucht, so dass sie häufig erneuert werden musste. 
Von Beginn an gab es regelmäßig Streit zwischen dem Kloster St. Georgenberg und den Herren von Freundsberg um den Unterhalt der Brücke, der um 1440 seinen Höhepunkt erreichte. Insbesondere Wolfgang von Freundsberg († 1449) war der Ansicht, dass das Kloster verantwortlich war und wollte es zum Teil mit Gewalt zur Ausbesserung der Brücke zwingen. Abt Konrad III. hatte zwar im Jahr 1333, ebenso wie manche seiner Nachfolger, Bauholz, Fuhrwerke und Zimmerleute für den Brückenbau zur Verfügung gestellt, das Kloster sah darin aber eine freiwillige Leistung und keine rechtliche Verpflichtung zum Erhalt der Brücke. Der Streit musste immer wieder vom Landesfürsten oder vom Bischof von Brixen geschlichtet werden.
Herzog Friedrich V. (als Vormund des jungen Siegmund Regent in Tirol), ordnete 1440 an, bis zur Klärung der Streitfrage die Brücke vorläufig aus Mitteln der Haller Saline instand zu setzen. Siegmund entschied, dass je ein Viertel der Kosten vom Kloster, der Haller Saline, dem Schwazer Bergwerk und dem Landgericht Freundsberg zu zahlen war. Abt Benedikt Herschl erreichte 1650 bei Erzherzog Ferdinand Karl eine Neuregelung, nach der das Pfannhausamt in Hall, das Schwazer Bergwerk und das Landgericht Freundsberg je zwei Siebentel und die Abtei Georgenberg ein Siebentel zu tragen hatte. Diese Regelung galt bis 1894.
Hauptnutzer der Brücke war lange Zeit das Schwazer Bergwerk. Um 1440 ließ Wolfgang von Freundsberg eine Fleischbank auf der Brücke errichten. Mit der Eröffnung der Unterinntalbahn 1858 gewann die Brücke an Bedeutung als Verbindung zwischen dem auf der linken Innseite gelegenen Bahnhof und dem Markt.
1887/88 wurde um 8350 Gulden die letzte Holzbrücke errichtet. Bereits 1909 wurde über einen Neubau der Brücke weiter nördlich an der Stelle der heutigen Barbarabrücke diskutiert, was eine Verkürzung des Weges vom Stadtzentrum zum Bahnhof dargestellt hätte. Zwei neue Brücken, wie ebenfalls überlegt, hätten allerdings die damaligen Finanzen überfordert. 1927/28 wurde schließlich nach einem Entwurf von Clemens Holzmeister die heutige Betonbrücke errichtet, die Kosten von 420.000 Schilling wurden zur Gänze von der Stadt Schwaz übernommen. 1929 wurde mit der zunächst hölzernen Barbarabrücke 500 m innabwärts eine zweite Innbrücke verwirklicht.
Die von der SS geplante Sprengung der Brücke im Mai 1945 konnte durch die Entschärfung der Sprengladung verhindert werden. Die großen Hochwasserereignisse 1964, 1986 und 2005 überstand sie unbeschadet. 1987 wurde sie generalsaniert.

## Heutige Brücke

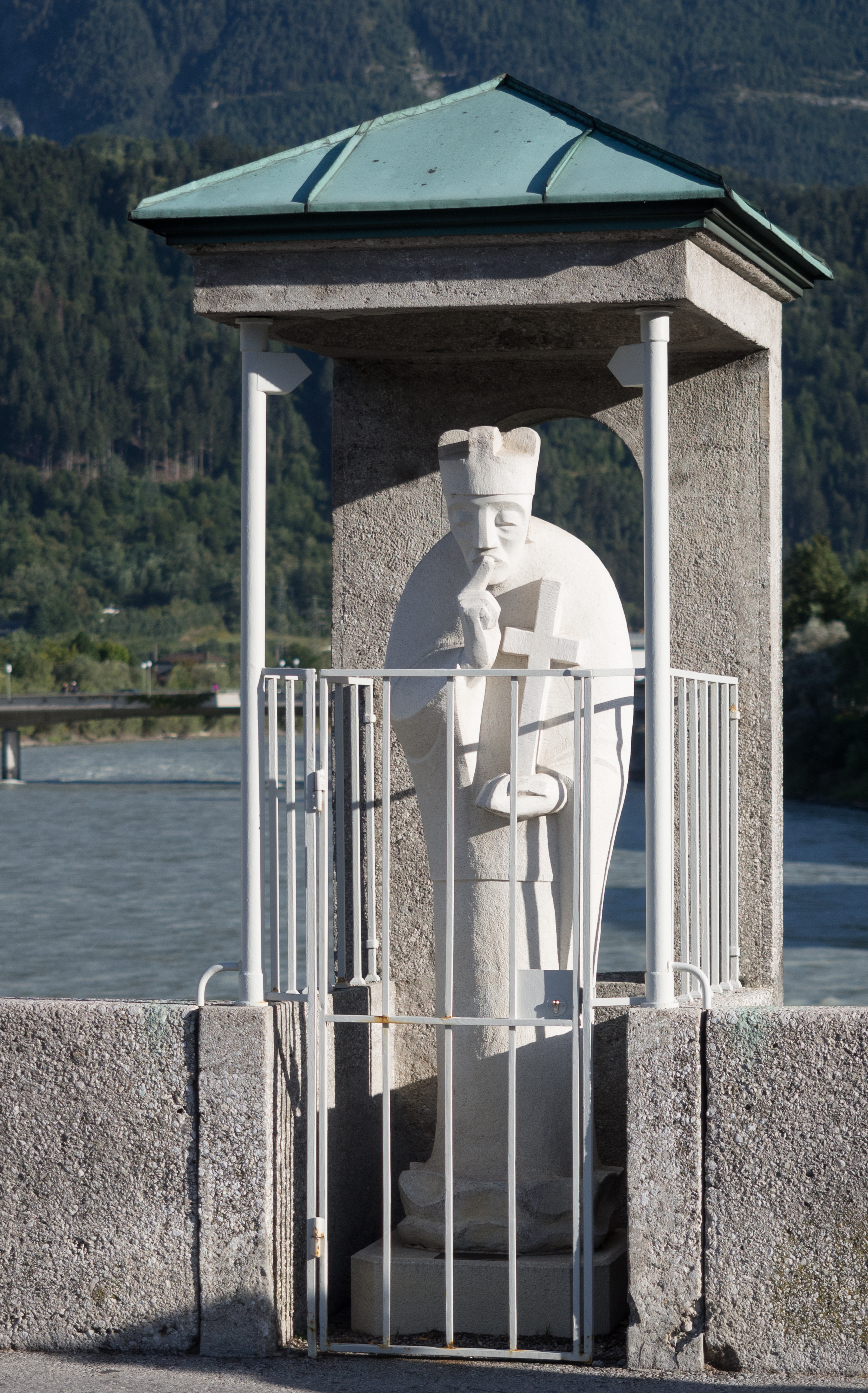
Die Nepomuk-Statue

Die heutige Brücke wurde 1927/28 nach einem Entwurf von Clemens Holzmeister von der Firma Gregor Sollerer errichtet. Die gevoutete Balkenbrücke aus Stahlbeton hat zwei Flusspfeiler. In Längsrichtung ist das statische System der Gerberträger, mit einem Einhängeträger in der Brückenmitte und seitlich im linken und rechten Brückenfeld je einem Kragträger. Die Gestaltung ist sachlich und zurückhaltend, lediglich die beiden Pfeiler sind expressiv betont.

### Nepomukstatue
Auf der Brücke befand sich eine barockzeitliche Holzskulptur des hl. Johannes Nepomuk, die im Jahr 1749 erstmals erwähnt wurde und Johann Michael Fischler (1707–1764) zugeschrieben wird. 1856 wurde der Standort des Bildstocks am ersten nördlichen Pfeiler der damaligen Holzbrücke kartografisch dokumentiert. Beim Neubau der Brücke 1928 wurde in die nördliche Brüstung ein betonierter, offener Bildstock integriert. In der vergitterten Nische wurde wiederum die barocke Statue aufgestellt. Diese wurde 1996 durch eine überlebensgroße Steinskulptur des hl. Johannes Nepomuk ersetzt, die von Hartwig Karl Unterberger in reduzierten, aber naturalistischen Formen geschaffen wurde. Sie zeigt den Heiligen in der typischen Ikonographie mit einem Kruzifix in der linken Hand und einen Finger der rechten Hand auf den Mund legend. Die barocke Statue wurde restauriert und im Schwazer Rathaus aufgestellt.
Brücke und Nepomukstatue stehen unter Denkmalschutz.

## Situation bei Hochwasser und Neubau

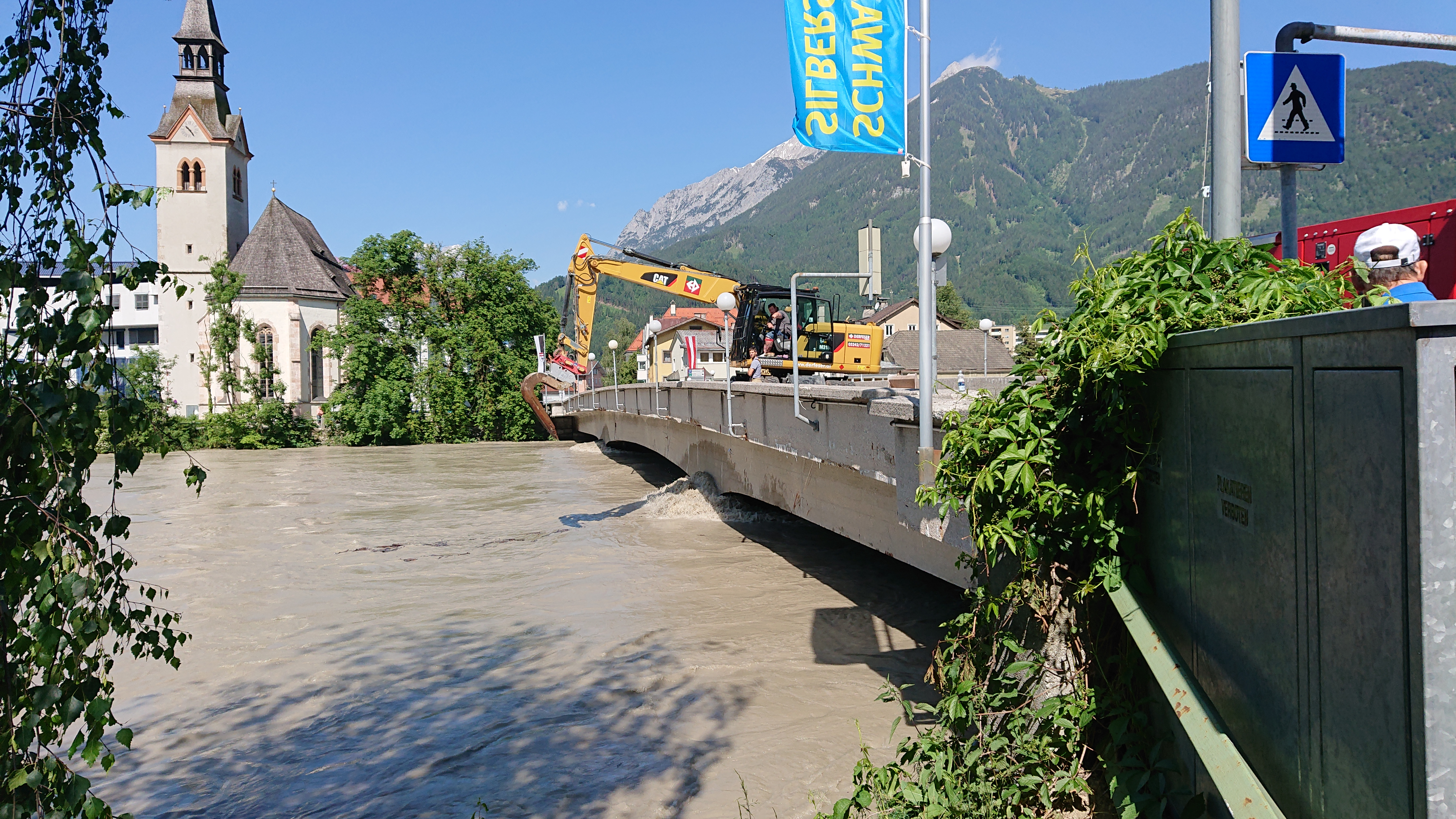
Die Schwazer Steinbrücke bei Hochwasser im Juni 2019

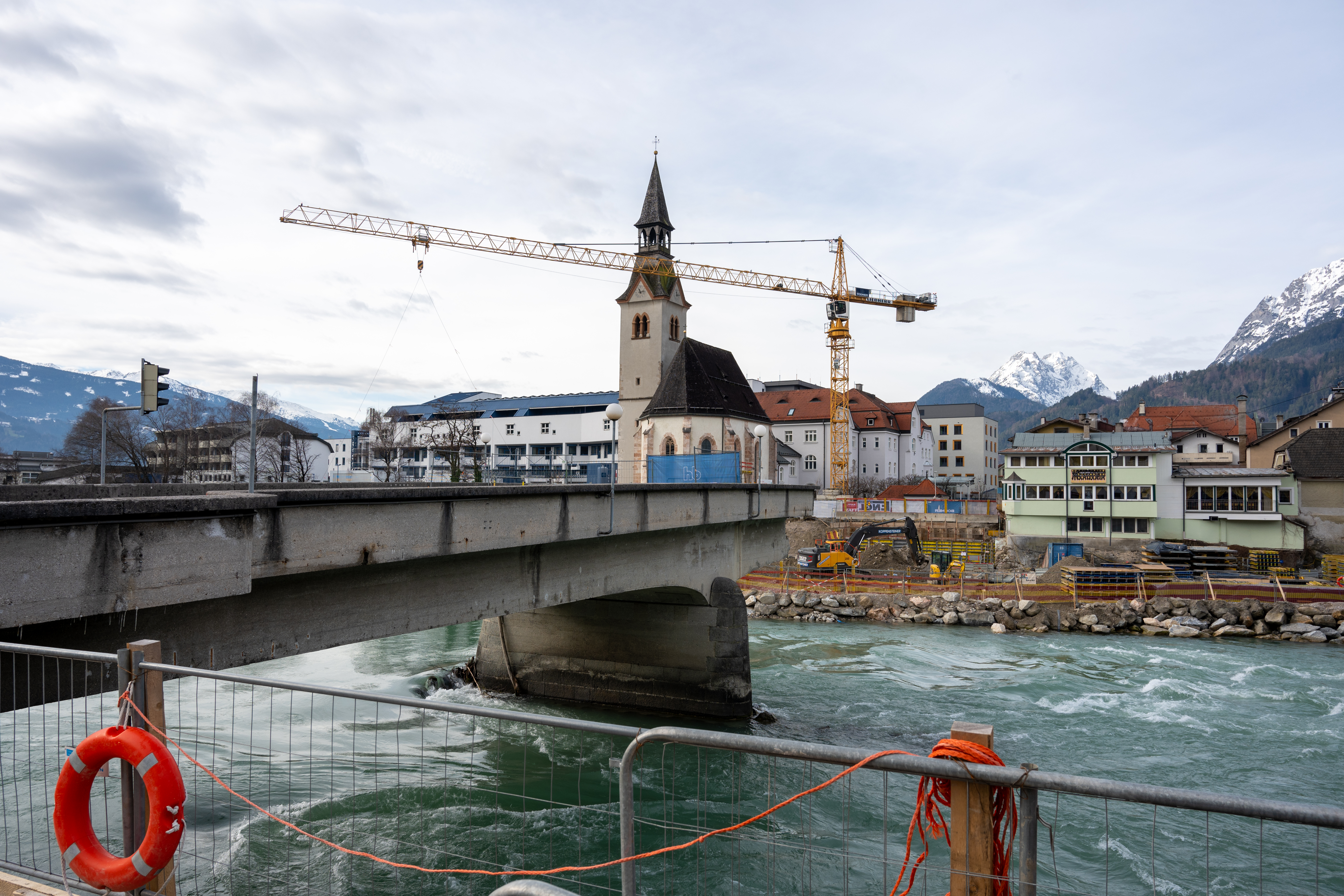
Reste der alten Steinbrücke während den Bauarbeiten im Februar 2024

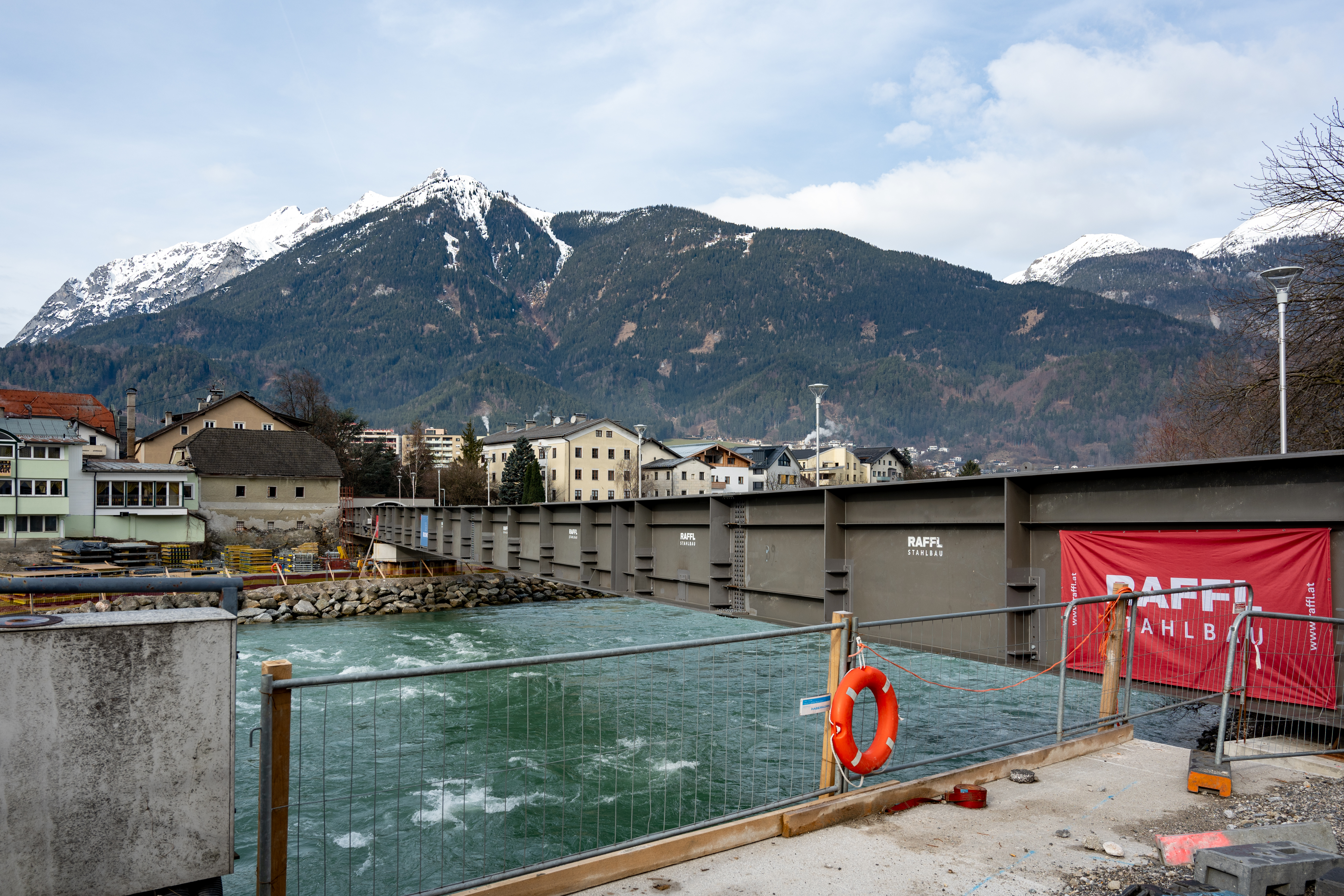
Behelfsbrücke für Fußgänger & Radfahrer (2024)

Durch ihre relativ geringe Durchflusshöhe sowie ihre markanten Brückenpfeiler begünstigt die Steinbrücke Verklausungen, wenn der Inn Hochwasser führt. Die Brücke musste deshalb aus Sicherheitsgründen schon mehrmals gesperrt werden, sobald der Inn einen kritischen Pegelstand überschritten hatte. Beim August-Hochwasser 2023 drohte der Brücke eine Notsprengung. Am 14. Oktober 2023 begannen die Bauarbeiten für den Neubau der Steinbrücke. Einige Meter weiter nördlich der alten Brücke wurde am 28. November 2023 eine Behelfsbrücke für Fußgänger und Radfahrer in Betrieb genommen.